# Record v 2.0
«Record» v 2.0 («RV2») — сетевой проект (виртуальный продюсерский центр), созданный Юрием Чернавским и Денисом Бояриновым (музыкальным редактором веб-портала OpenSpace.ru). Проект ставил перед собой задачи развития международных контактов среди музыкантов стран мира. Существовал в 2008—2010 годах как подраздел портала OpenSpace.ru, в 2011—2012 годах — как самостоятельный сайт.

## Цели
«RV2» заявлялся создателями как продолжатель деятельности студии популярной музыки «Рекорд». В «Рекорде» v 2.0 молодые исполнители и авторы песен могли получить консультации и советы профессионалов, показать свои способности представителям международной музыкальной индустрии и широкой публике, заключить договоры с продюсерами и издателями.
В экспертный совет проекта входили:
- продюсер-консультант (композиция, запись, паблишинг) Рей Паркер-мл. (США);
- продюсер Марио Косс, (Германия);
- продюсер, композитор Джордж Ландрес] (США);
- поэт-песенник Карен Кавалерян (Россия);
- кинорежиссёр Алан Калзатти (США);
- продюсер Иан Рич; (США);
- композитор Эдуард Артемьев (Россия);
- музыкальный критик Артемий Троицкий (Россия).

## Деятельность
Проект пополнялся присланными на конкурс работами (в формате — песня, текст и фото исполнителя), отобранными экспертным советом. Существовал раздел «Ask the experts» («Вопросы к экспертам»). Слушатели могли оставлять свои мнения и обсуждать присланные работы.
К началу 2010 года в проекте было более 100 англоязычных групп и исполнителей из России, Германии, США, Беларуси, Украины и других стран, которые презентовали на «RV2» более 300 оригинальных композиций. Раз в год эксперты «Рекорда» подводили итоги предварительного отбора на конкурс «Record» v 2.0 Award, определяя тройку лучших исполнителей и сочинителей по своему субъективному мнению, а также учитывая голоса публики. Каждые два года проводился финальный конкурс, на котором из шести номинантов избирались три победителя.
В рамках проекта был издан сборник победителей конкурса, в который вошли треки «Звёзды для детей». Также была выпущена компиляция под названием «Recordный сборник» с демоработами участников стартового периода.